# Kathryn M. Drennan
Pour les articles homonymes, voir Drennan.
Kathryn M. Drennan est une écrivaine de science-fiction américaine, épouse de Joe Michael Straczynski. 
Elle a écrit le scénario d'épisodes de séries dans lesquelles son mari a travaillé comme Captain Power et les soldats du futur, SOS Fantômes et Babylon 5.
Elle est l'auteure de l'un des premiers romans inspirés par Babylon 5 que Straczynski a considéré comme complètement inclus dans sa série, To Dream in the City of Sorrows. Le roman raconte le devenir du personnage de Jeffrey Sinclair entre la fin de la première saison et la fin de la troisième saison de la série télévisée.